# 日本半皱唇鲨
日本半皺唇鯊（学名：Hemitriakis japanica），又名日本灰鮫、日本翅沙、沙條、胎沙，为皱唇鲨科半皺唇鯊屬下的一个种。

## 分布
本魚分布于西北太平洋區，包括日本、朝鮮半島、台灣、中國沿海等海域。

## 深度
水深10至100公尺。

## 特徵
本魚體延長而側扁。牙齒呈刀狀，稍扁平，具盾鱗。體灰褐色，腹部、胸鰭和背鰭後緣為白色。背鰭2個，第二背鰭稍小。尾鰭狹長，上葉發達，具一身缺刻，末端呈小三角形突出。體長最大可達110公分。

## 生態
本魚棲息近海和外海至少100公尺的海域，屬肉食性，以魚類、頭足類及甲殼類為食。卵胎生，一胎可產8至22尾幼鯊。

## 經濟利用
食用魚，味甚美，紅燒或加工成沙魚煙，魚鰭可做成魚翅。